# Белов, Сергей Александрович (сёгист)
Серге́й Алекса́ндрович Бело́в (род. 23 сентября 1964, Горький) — первый чемпион России по сёги (2003, 2004), 2 дан ФЕСА, 2 дан NSR, один из первых сёгистов России.
Играть в сёги научился в 1995 году в Японии, наблюдая передачи по сёги на канале NHK, а затем посещая зал сёги Кансай сёги кайкан в Осаке.
В 2004—2005 году занимал 1-ю позицию в российском ФЕСА-листе.
Живёт в Москве. С 2005 года — и. о. координатора университетских программ IBM в странах Европы, координатор университетских программ IBM в Центральной и Восточной Европе. С 6 апреля 2020 года работает в компании Huawei.

## Разряды по сёги
- 2001: 3 кю ФЕСА.
- 2002: 2 дан ФЕСА.

## Турнирные результаты
- 2002—2003, 2012: Чемпион Moscow Shogi Open.
- 2003—2004: Чемпион России по сёги.
- 2004: Чемпион 2-го Кубка восточно-европейских чемпионов по сёги.
- 2011: Серебряный призёр 3-го Кубка посла Японии по сёги (Москва).
- 2011: 6-е место на 5-м Международном форуме сёги (Париж).
- 2012: Чемпион Кубка Москвы по сёги.
- 2015: Чемпион 2-го Кубка Японского дома по сёги в Москве[2].
- 2017: Серебряный призёр Moscow Shogi Open [3].
- 2018: Серебряный призёр Чемпионата России по сёги.
- 2018: Чемпион 8-го Кубка России по сёги.
- 2018: Бронзовый призёр Кубка Посла Японии по сёги.
- 2019: Серебряный призёр Moscow Shogi Open[4].